# دهه ۰ (پیش از میلاد)
دهه ۰ (پیش از میلاد) آخرین قبل از مبدا شروع تقویم میلادی است.

## زادگان
- ۳ (پیش از میلاد)
  - سنکای جوان  (د. ۶۵)
  - گالبا (د. ۶۹ (میلادی))
- ۱
  - متی
- نامعلوم
  - یحیی
  - عیسی (۶؟ – ۳۰)

## درگذشتگان
- ۸ (پیش از میلاد)
  - هوراس (ز. ۶۵)
- ۷ (پیش از میلاد)
  - گوموا، پادشاه دانگ‌بویو
- ۴ (پیش از میلاد)
  - هیرود بزرگ (ز. ۷۳ (پیش از میلاد))
- ۲ (پیش از میلاد)
  - فرهاد چهارم